# Білий Дунаєць (гміна Білий Дунаєць)
Білий Дунаєць (пол. Biały Dunajec) — село в Польщі, у гміні Білий Дунаєць Татранського повіту Малопольського воєводства.
Населення — 5251 особа (2011).

## Демографія
Демографічна структура станом на 31 березня 2011 року:
|          | Загалом | Допрацездатний вік | Працездатний вік | Постпрацездатний вік |
| -------- | ------- | ------------------ | ---------------- | -------------------- |
| Чоловіки | 2550    | 596                | 1728             | 226                  |
| Жінки    | 2701    | 588                | 1590             | 523                  |
| Разом    | 5251    | 1184               | 3318             | 749                  |